# Kanadai királyka
A kanadai  királyka (Regulus satrapa) a verébalakúak rendjébe és a királykafélék (Regulidae) családjába tartozó faj.

## Előfordulása
Kanada, az Amerikai Egyesült Államok, Mexikó és Guatemala területén honos. Telelni délre vonul.

## Alfajai
- Regulus satrapa amoenus
- Regulus satrapa apache
- Regulus satrapa aztecus
- Regulus satrapa clarus
- Regulus satrapa olivaceus
- Regulus satrapa satrapa

## Megjelenése
Testhossza 9-10 centiméter, testtömege 4,7-5 gramm. Fejtetején fekete folton, sárga csík található.
|  |

## Életmódja
Pókokkal, rovarokkal táplálkozik, amit az olyan  vékony ágakon keresgél, ami a többi madár súlyát már nem bírják el.

## Szaporodása
Fészekalja 5-11 tojásból áll, melyen csak a tojó, 11-14 napig kotlik. A kirepülésig, még 14-19 napig gondoskodik a kikelt fiókákról.